# 第1次防衛力整備計画
第1次防衛力整備計画（だいいちじぼうえいりょくせいびけいかく、 英語: First Defense Build-up Plan）は、日本国自衛隊の軍備計画。略称は「一次防」または「1次防」。第二次世界大戦後初めての日本における長期軍備計画である。

## 前史
戦後日本における防衛計画を諮問する機関として1954年（昭和29年）の防衛庁設置法で防衛庁（現 防衛省）設置と同時に設置されることとなっていた国防会議が規定されていた。しかし、その構成員の問題で大幅に遅れ1956年（昭和32年）7月正式に発足する。これをうけて直ちに「国防の基本方針」が検討された。
国防の基本方針では、「直接及び間接の侵略を未然に防止し、万一侵略が行なわれるときはこれを排除し、もって民主主義を基調とするわが国の独立と平和を守ることにある」と規定された。
これを受けて日本の今後の国防政策は、国際連合を支持し、国際協調を基礎とするが、国際連合による安全保障体制が構築し実効性を持つまでは、日米安保体制に依拠する対外交政策と、民政安定による国防基盤を形成できる国内政策を基調に、漸進的に防衛力を整備するとした。しかし、自衛隊の具体的な役割や規定はなかった。
このため、具体的内容を規定する目的で1957年（昭和32年）6月に「防衛力整備目標について」が国防会議で決定され、第1次岸内閣の閣議了承を経た。これが第一次防衛力整備計画（略称：一次防）となる。

## 方針
1958年（昭和33年）度から1960年（昭和35年）度までの3年間（一部は昭和37年度末まで対象）を対象に、骨幹防衛力の整備を目的とした。本計画は、以下の方針に基づき立案された。1957年（昭和32年）に国防会議の答申に基づいて、国防の基本方針は閣議決定された。
1. 陸上自衛隊は180,000人、予備自衛官15,000人
2. 海上自衛隊は艦艇約124,000トン
3. 航空自衛隊は航空機約1,300機

の整備を目標とした。
特に陸上自衛隊は、在日米軍陸軍部隊の急速な縮小がなされており、その空白の補完を必要としており海空防衛力も含めての骨幹防衛力の整備、実態としては一応の体制を確立することが主眼として策定された。

## 概要
当初予算総額は3年間で合計4,614億円。一般会計予算の構成比では平均値約10.76％。対GNP比は平均値1.13％。

### 整備目標
陸上自衛隊
- 昭和35年度末までに6個管区隊、4個混成団、定員180,000人の整備。

海上自衛隊
- 昭和37年度末までに艦艇約124,000トン、航空機約200機の整備。
- 対潜哨戒機などの航空機をアメリカ軍供与から国産化への転換を図る。

航空自衛隊
- 昭和37年度末までに飛行部隊33個隊、航空機約1300機の整備。
- 既に陳腐化しつつあるF-86F戦闘機のライセンス生産の中止と次期主力戦闘機の選定。
- 国産空対空ミサイルの研究の継続と、実用化済みミサイル（サイドワインダー）の供与。

### 部隊の新編・改編
陸上自衛隊
- 第7混成団・第10混成団・第1空挺団・富士教導団の新編。

海上自衛隊
- 第3護衛隊群を新編

航空自衛隊
- 航空集団を航空総隊に改編。
- 北部航空方面隊・中部航空方面隊・西部航空方面隊の新編。